# Pyramide de Sésostris II
La pyramide de Sésostris II, de type à faces lisses, est érigée au Moyen Empire durant la XIIe dynastie. Elle se situe à El-Lahoun près de la région du Fayoum.
La pyramide est très ruinée et laisse entrevoir la colline rocheuse sur laquelle elle fut élevée. S'inspirant des complexes pyramidaux de l'Ancien Empire pour les éléments annexes à la pyramide, cette dernière fut pour la première fois dotée d'une entrée camouflée et située ailleurs que sur la face nord du monument afin de rendre la tâche impossible aux spoliateurs. L'égyptologue William Matthew Flinders Petrie fait la découverte au XIXe siècle d'un trésor, composé de nombreux bijoux et de poteries, situé dans une galerie souterraine aux abords de la pyramide. La pyramide est particulièrement célèbre pour l'importante ville située au nord du complexe, appelée El-Lahoun. Cette ville est la seule à avoir survécu au temps avec Tell el-Amarna et Deir el-Médineh.

## Complexe funéraire

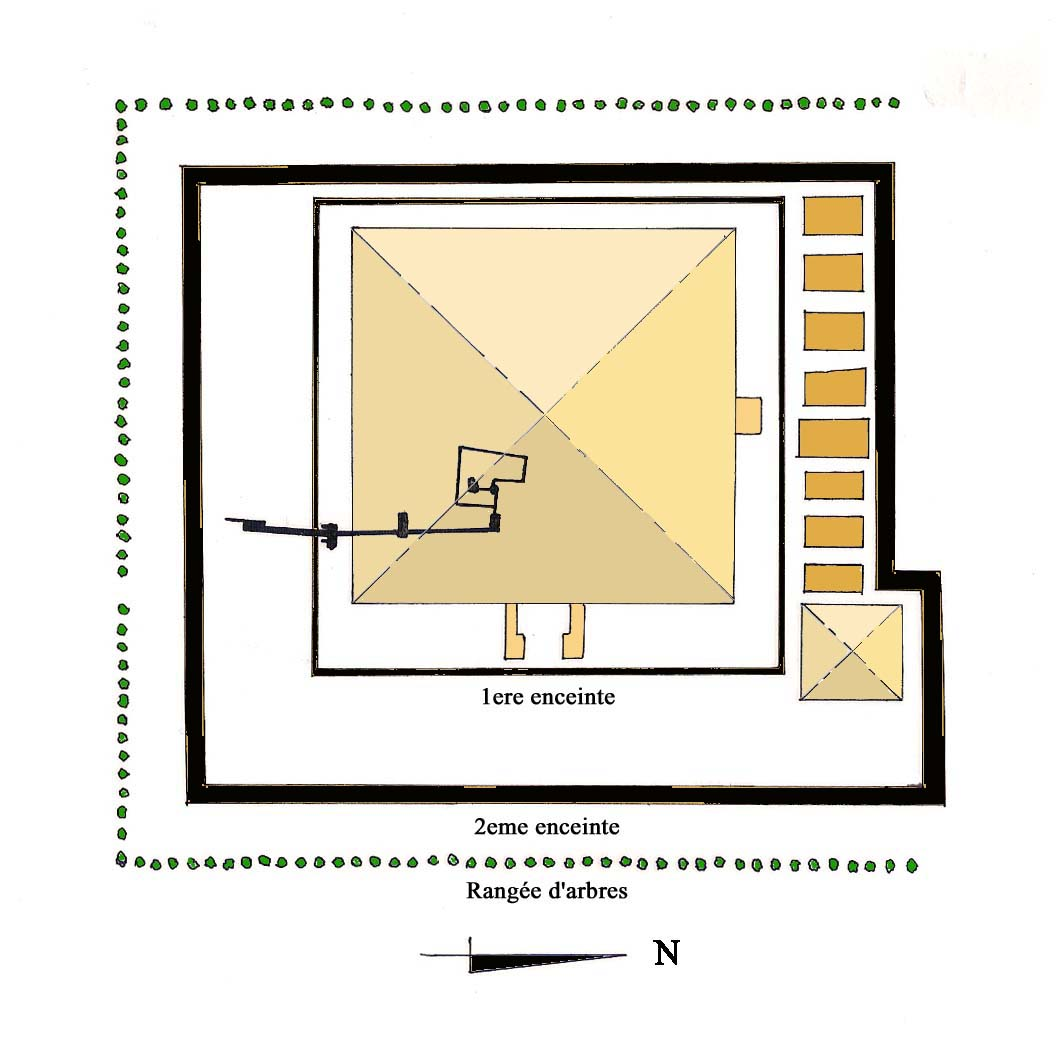
Plan du complexe funéraire de Sésostris II

Le complexe funéraire de Sésostris II est composé d'un premier mur en pierre à redans ceinturant la pyramide principale. Une chapelle est accolée à la face nord de cette dernière et un petit temple funéraire à la face est. Des mastabas et une pyramide satellite se situent à l'extérieur de la première enceinte. L'ensemble est clôturé par une imposante enceinte en briques bordée, à l'époque, d'une rangée d'arbres. Le temple d'accueil est situé à près d'un kilomètre à l'est du complexe, près de la ville de la pyramide. Des graffitis laissés sous le règne de Ramsès II témoignent de l'exploitation du complexe comme carrière, à l'instar des autres complexes du Moyen Empire. De toutes ces constructions il ne reste que de rares et timides vestiges dont on ne discerne plus que le massif interne de la pyramide.

## Pyramide

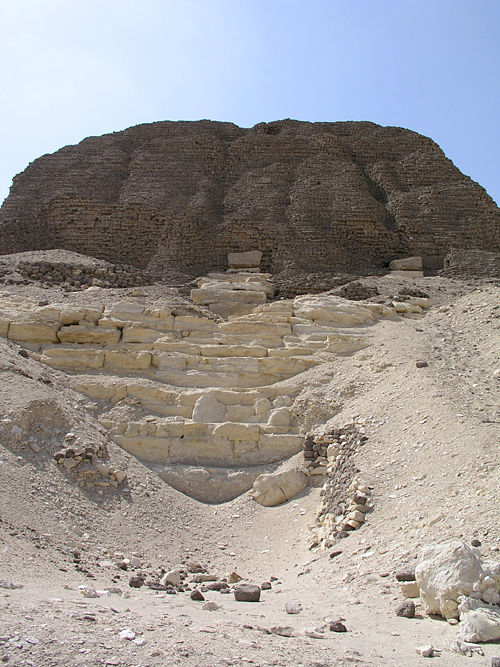
Le massif de la pyramide

Comme toutes les pyramides du Moyen Empire, celle de Sésostris II a subi les ravages du temps. Cet état de mise à nu a permis aux égyptologues de comprendre les techniques de construction de cette période. Les Égyptiens profitèrent d'une proéminence rocheuse sur laquelle ils édifièrent la pyramide en briques dont la maçonnerie est armée de murs croisés, réduisant ainsi les contraintes imposées par les charges.
Flinders Petrie fouille le monument en 1889-1890 et éprouve bien des difficultés à trouver l'entrée des appartements funéraires. En effet, les fouilles débutent sur la face nord car jusqu'alors, toutes les pyramides explorées avaient dévoilé leurs accès sur cette face et il était de règle, dans l'Ancien Empire, de placer l'entrée dans cette direction. Il faut donc à Petrie plusieurs mois d'efforts pour déceler ce qui en premier lieu lui fait penser à une simple tombe, un puits dissimulé sous le pavement à l'angle sud-est de la pyramide.
Ce puits vertical (2e puits sur la figure) de douze mètres aboutit à un corridor menant droit vers les appartements funéraires creusés dans le massif rocheux, sous la pyramide. Le premier corridor mène, au sud vers une tombe antérieure au monument (tombe no 10) à laquelle on accède également par un puits (1er puits sur la figure) plus large que le précédent. La tombe et le corridor sont séparés par une dalle de granit aujourd'hui perforée. L'architecte a sans doute voulu tirer avantage de cette crypte afin de décourager d'éventuels profanateurs de tombes royales. Vers le nord, le corridor aboutit à une sorte d'antichambre munie d'un 3e puits envahi par les eaux et dont la profondeur n'a pu être évaluée.

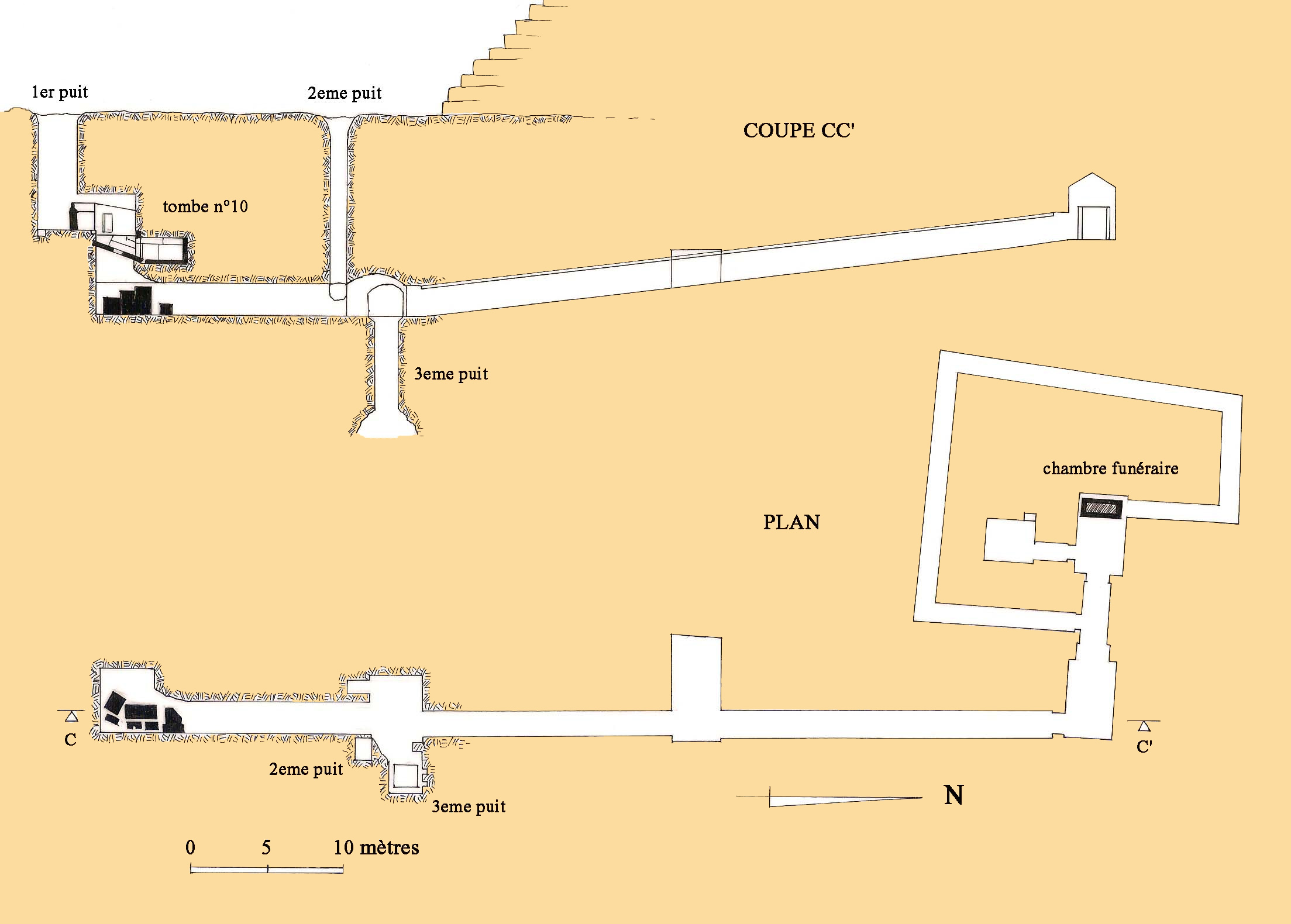
Plan des appartements funéraires de Sésostris II

Ensuite c'est un long couloir incliné d'environ 6° menant aux appartements funéraires dont la conception rappelle de très près celle des monuments des Ve et VIe dynasties, une antichambre maçonnée en pierres calcaires surmontée d'une voûte en chevrons et une chambre funéraire maçonnée en granite surmontée d'une voûte en chevrons à intrados curvilignes. À quelques détails près cependant car, du couloir intermédiaire reliant l'antichambre à la chambre funéraire, un corridor part vers le sud pour contourner la crypte afin de la rejoindre par sa paroi nord. Hélas, les plans et la description que Petrie a fournis sont insuffisants et ne permettent pas de donner à ce système, en apparence inutile, la moindre explication.
Le sarcophage de la chambre funéraire fut taillé dans un seul bloc de granite rouge. C'est sans doute, selon Petrie, un des plus beaux jamais exécuté par les Égyptiens. Le parallélisme est presque parfait et les irrégularités ne dépassent pas 0,25 mm par coudée. En plus du sarcophage, la chambre possédait également une table d'offrande en albâtre. Un uræus d'or provenant de la couronne du roi fut découvert dans la pyramide ainsi que quelques fragments de poterie de la XIIe dynastie. Mis à part la volonté de vouloir dissimuler l'accès aux souterrains, aucune précaution ne fut prise pour barrer la voie jusqu'à la chambre funéraire. La pyramide de Sésostris II, contrairement à celle de son prédécesseur Amenemhat II, ne comporte aucune herse de fermeture.

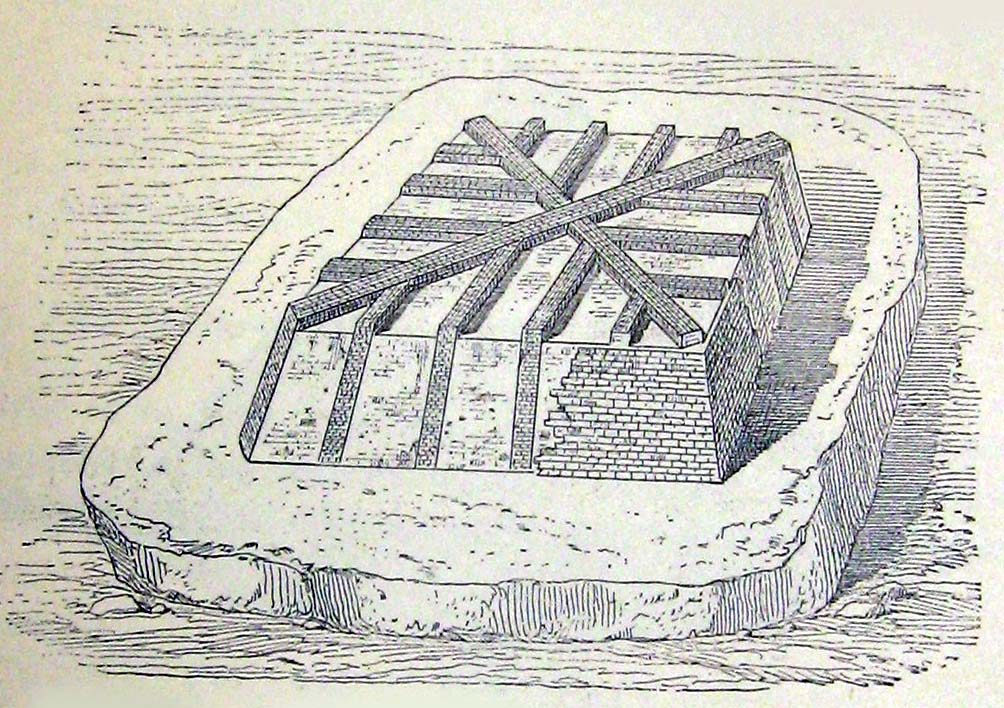
Maçonnerie armée de la pyramide
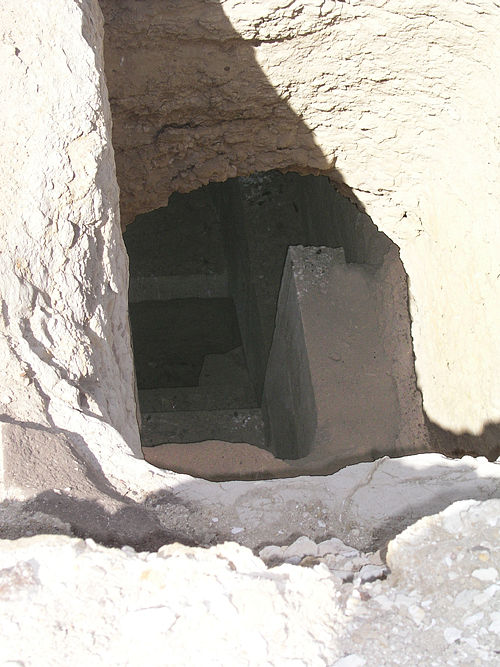
Entrée de la pyramide
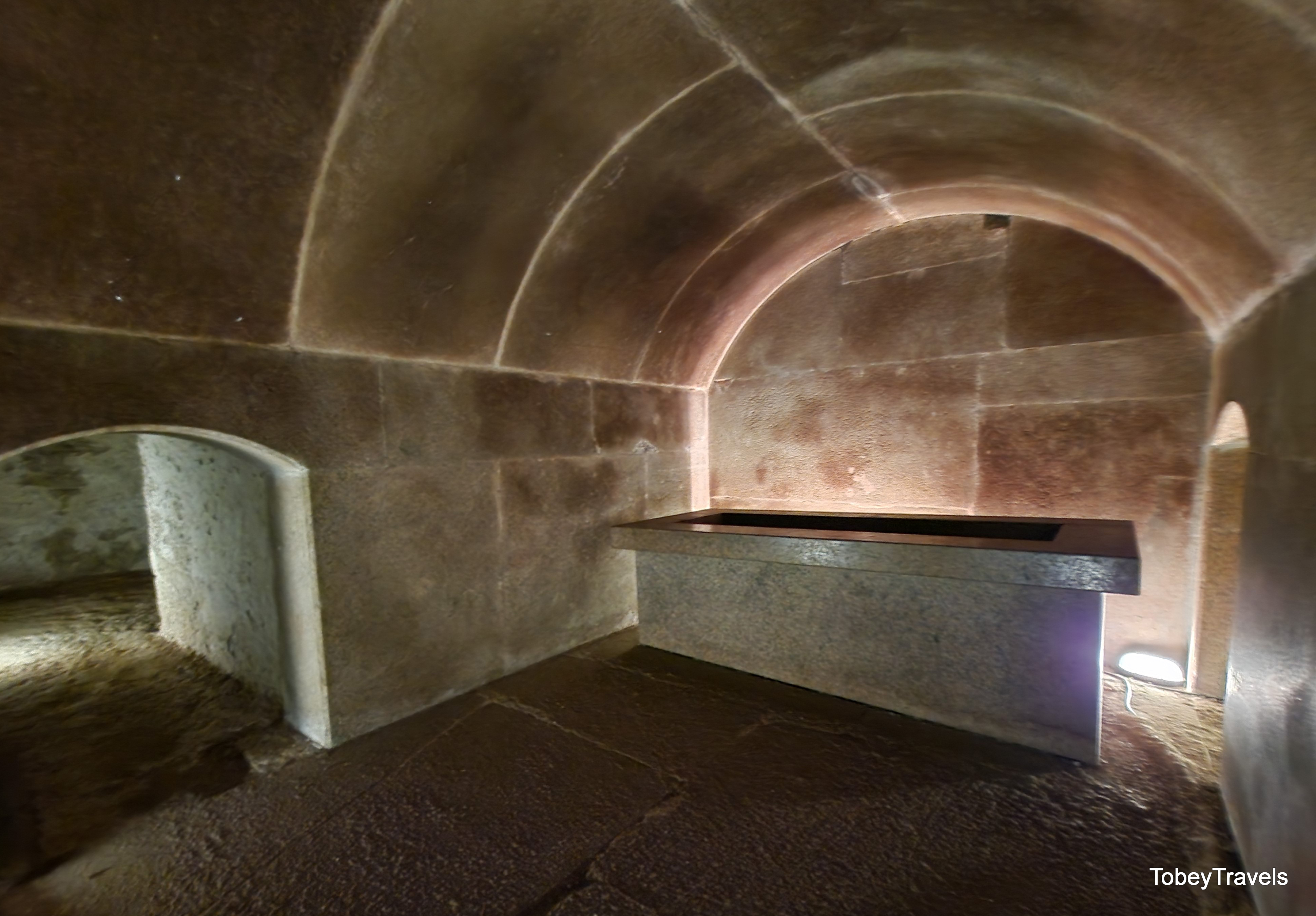
Sarcophage de Sésostris II
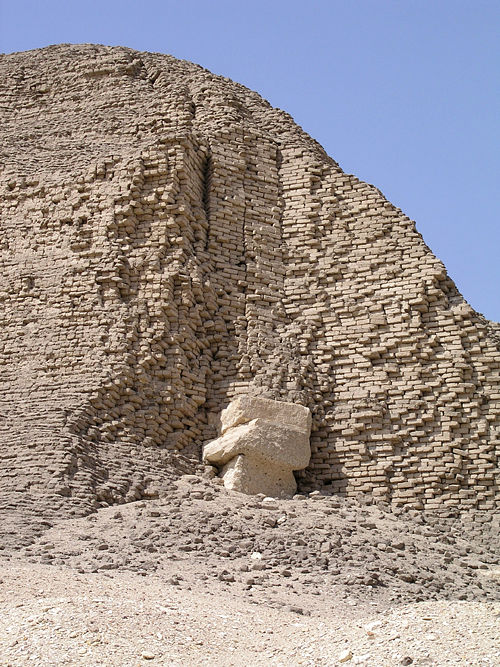
Maçonnerie interne
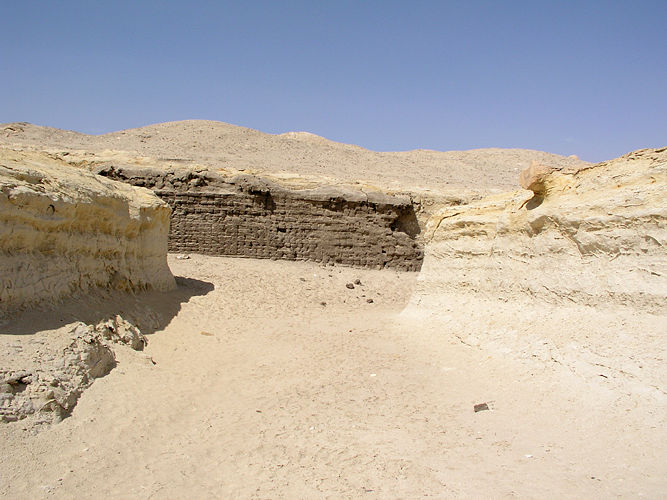
Enceinte de la pyramide

## Tombes annexes
Quatre tombes souterraines (numérotées 7, 8, 9 et 10) ont été aménagées pour des membres de la famille royale, dans la cour à l'intérieur de la première enceinte. Une fille de Sésostris II, Sit-Hathor-Iounit, fut inhumée dans la tombe no 8. Cette dernière livra un trésor comparable au trésor de Dahchour : des colliers, des diadèmes, une boîte en bois incrustée d'ivoire contenant un rasoir, un miroir et des bijoux gravés au nom du souverain Amenemhat III.
Les mastabas, au nord de la pyramide sont tous attribués à des hauts fonctionnaires du règne de Sésostris II. Une importante tombe souterraine, la no 621 au nord du complexe, appartient sans doute à un roi de la XIIIe dynastie. Au nord-est du complexe subsistent les maigres vestiges de la pyramide de la reine dont les souterrains n'ont pas encore été fouillés.

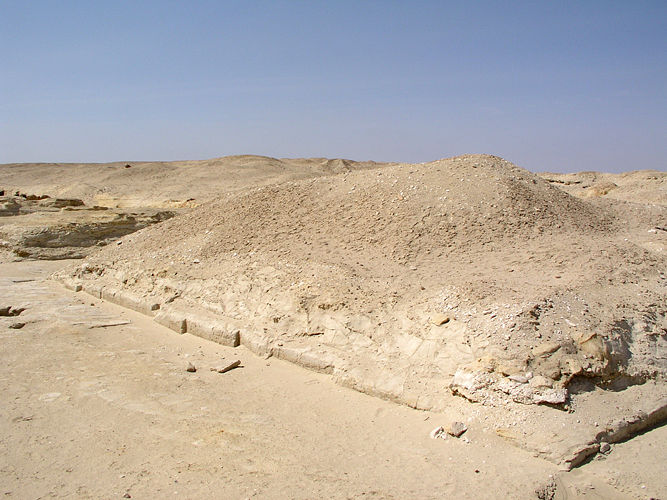
Pyramide satellite
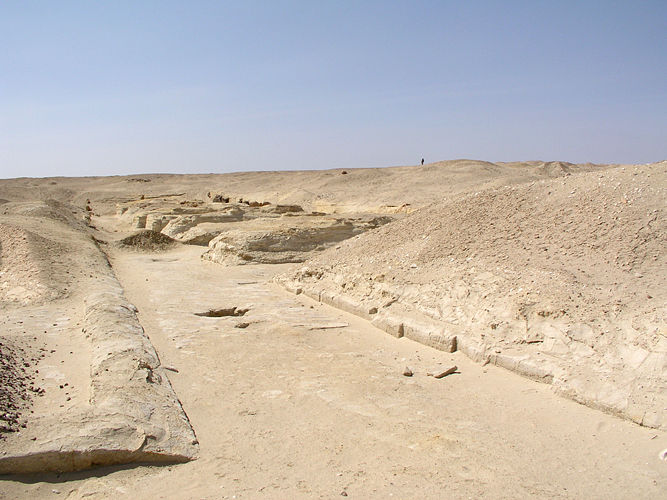
Mastabas du complexe funéraire

## El-Lahoun, ville de la pyramide

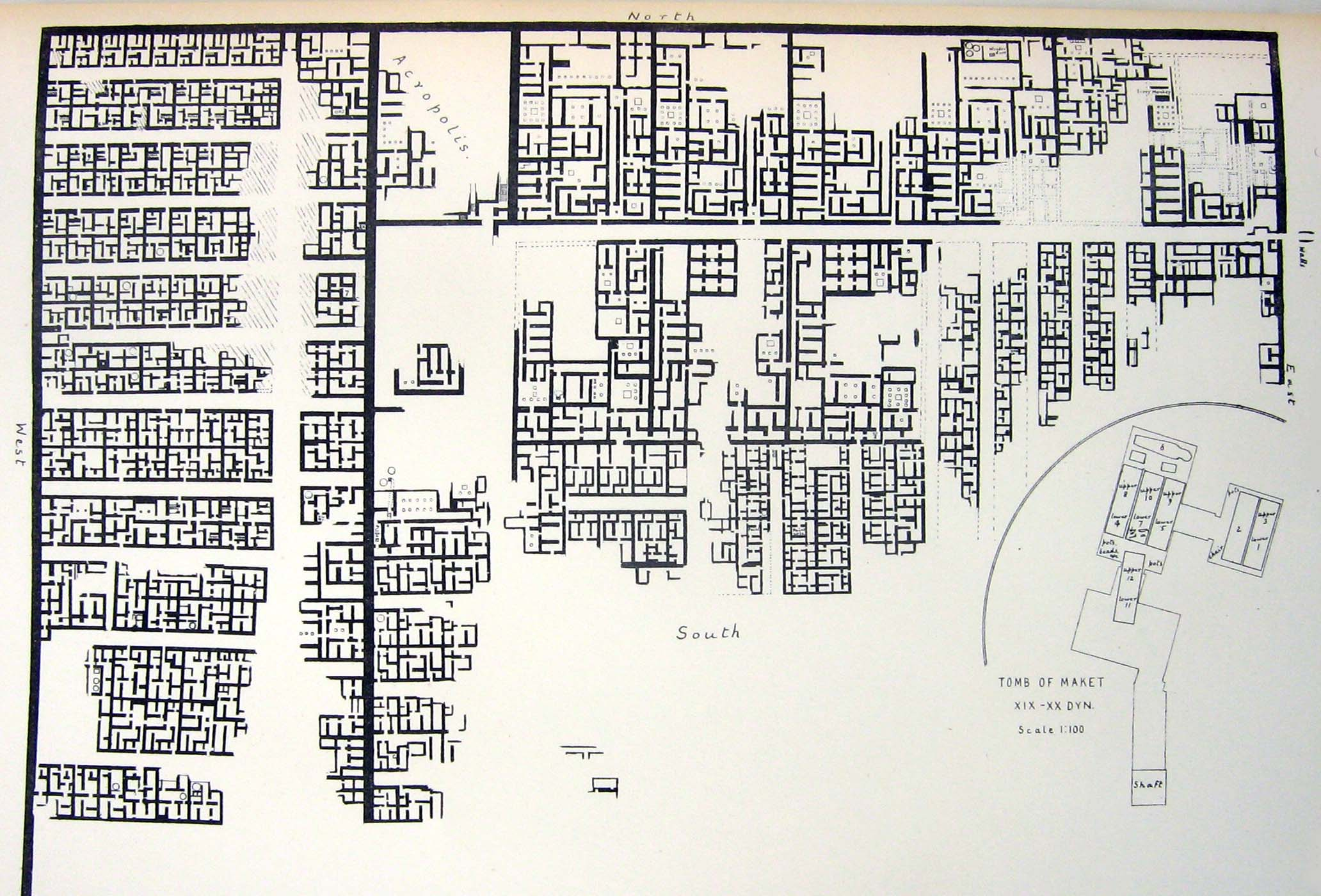
Plan de la ville de la pyramide, Kahoun

Les Égyptiens appelaient cette ville Sekhem-Senousret (ce qui signifie Sésostris est puissant). Dominée par une acropole, la cité était divisée en deux quartiers principaux, le quartier oriental composé de grandes demeures et le quartier occidental dont les habitations sont toutes de taille modeste. Petrie y découvrit des centaines de papyri en écriture hiératique traitant de sujets littéraires, mathématiques, médicaux ou bien encore légaux. Les études épigraphiques montrent que cette ville fut en activité jusque sous la XIIIe dynastie. Elle abritait déjà de nombreux Asiatiques sous le règne de Sésostris II et leur population allait en s'accroissant durant tout le Moyen Empire. Leur habilité dans l'art du bronze et des métaux indique qu'ils devaient vivre en bonne intelligence avec les Égyptiens bien qu'ils pouvaient être victime d'une certaine discrimination.